# Oecetis vasugupta
Oecetis vasugupta är en nattsländeart som beskrevs av Schmid 1995. Oecetis vasugupta ingår i släktet Oecetis och familjen långhornssländor. Inga underarter finns listade i Catalogue of Life.